# Lisa Fonssagrives
Lisa Fonssagrives (17 tháng 5 năm 1911 – 4 tháng 2 năm 1992), tên khai sinh là Lisa Birgitta Bernstone là người mẫu người Thụy Điển được coi là siêu mẫu đầu tiên.

## Cuộc đời và sự nghiệp
Fonssagrives sinh tại Västra Götaland, Thụy Điển (các nguồn khác nói là ở Göteborg hoặc Uddevalla) và lớn lên ở Uddevalla. Khi còn nhỏ, bà đã thích hội họa, điêu khắc và nhảy múa. Bà sang Berlin học nghệ thuật và nhảy múa ở trường của Mary Wigman. Khi trở về Thụy Điển, bà đã mở một trường dạy nhảy múa.
Sau đó bà sang Paris để học múa ba lê (sau khi tham gia một cuộc thi quốc tế với biên đạo múa Astrid Malmborg) và làm việc như một giáo viên nhảy múa tư với Fernand Fonssagrives, người mà sau đó dẫn bà đến sự nghiệp người mẫu, và bà nói rằng việc làm người mẫu là "việc nhảy múa yên lặng" (still dancing).
Khi ở Paris năm 1936, nhiếp ảnh gia Willy Maywald phát hiện ra bà trong một thang máy và yêu cầu bà làm người mẫu đội mũ cho ông ta. Các ảnh của Fonssagrives sau đó được gửi tới tạp chí thời trang Vogue, và nhiếp ảnh gia Horst của Vogue đã chụp thử một số ảnh của bà. Trước khi Fonssagrives sang Hoa Kỳ năm 1939, bà đã là một người mẫu thời trang hàng đầu. Hình của bà đã xuất hiện trên bìa của nhiều tạp chí trong các thập niên 1930, 1940 và 1950, trong đó có tạp chí Town & Country, Life, Time, Vogue, và Vanity Fair. Bà được coi là "người được trả tiền cao nhất, được ca tụng nhất, là người mẫu thời trang cao cấp trong kinh doanh". Fonssagrives đã có lần mô tả mình là một "good clothes hanger" (cái mắc để treo quần áo đẹp).

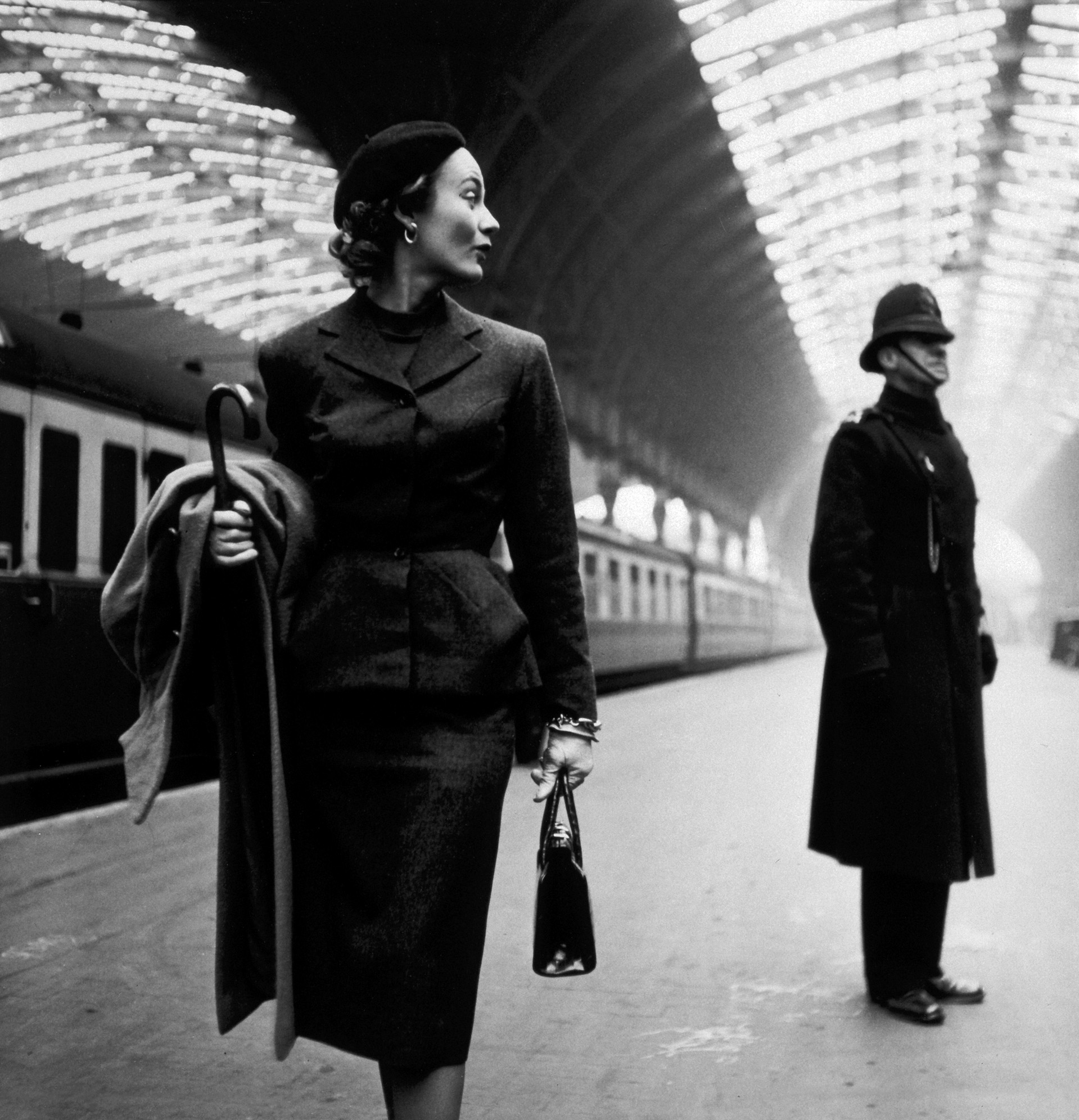
Fonssagrives tại Nhà ga Paddington (London) năm 1951, hình do Toni Frissell chụp

Bà làm việc với các nhiếp ảnh gia thời trang, trong đó có George Hoyningen-Huene, Man Ray, Horst, Erwin Blumenfeld, George Platt Lynes, Richard Avedon và Edgar de Evia.

## Đời tư
Bà kết hôn với nhiếp ảnh gia người Paris Fernand Fonssagrives năm 1935; họ đã ly dị năm 1950. Sau đó bà kết hôn với Irving Penn, một nhiếp ảnh gia khác cùng năm 1950. Thập niên 1960, bà trở thành nhà điêu khắc và có tác phẩm được trưng bày ở Marlborough Gallery tại Manhattan.
Fonssagrives qua đời năm 80 tuổi ở New York. Bà có hai người con: người con gái Mia Fonssagrives-Solow là nhà thiết kế trang phục, và người con trai Tom Penn, một nhà thiết kế.
Trong việc bán đấu giá bộ sưu tập ảnh của Elton John do Christie's tổ chức ngày 15.10.2004, một bức ảnh của Irving Penn chụp bà vợ Lisa Fonssagrives năm 1950 đã được bán với giá 57.360 dollar Mỹ.